# Nathan Söderblom
Lars Olof Nathan Söderblom (Trönö, 15 de enero de 1866 - Upsala, 12 de julio de 1931) fue un Arzobispo luterano sueco, premio Nobel de la Paz en 1930.

## Vida y obra
La primera etapa de su vida la dedicó al estudio de la historia de las religiones, principalmente en Leipzig y Upsala. Fue nombrado Arzobispo de Upsala en 1914, cabeza de la Iglesia luterana sueca, donde pudo realizar un gran esfuerzo en beneficio del ecumenismo. Una de sus obras en este campo es la fundación de la Sociedad de Santa Brígida, en 1920, por medio de la cual mantuvo relaciones con homónimos católicos y anglicanos.
En 1930-1931 pronunció las conferencias Gifford poco antes de su muerte.
Dentro de su obra de doctrina, resaltan las siguientes: Die Religionen der Erde ('Las religiones de la Tierra', 1905), Natürliche Theologie und allgemeine Religionsgeschichte ('Teología natural e historia general de las religiones', 1913), Einführung in die Religionsgeschichte ('Introducción a la historia de las religiones', 1920).

## Reconocimientos y honores
- En 1930 se le otorgó el premio Nobel de la Paz.
- Su nombre figura en el Calendario de Santos Luterano.